# Карели, Лев Георгиевич
Лев Георгиевич Карели (1913, Тифлис (ныне Тбилиси) — 1991, Киев) — советский инженер, специалист в области мостостроения.

## Биография
Трудовую деятельность начал в 1928 году. С 1936 по 1941 учился в Тбилисском институте железнодорожного транспорта им. Ленина (ныне Грузинский технический университет). Во время Великой Отечественной войны добровольцем ушел на фронт. После демобилизации работал в Главмостострое города Москвы, где сформировал Мостопоезд. Под его началом был восстановлен ряд железнодорожных мостов в Крыму, от Джанкоя до Севастополя и Керчи. По заданию Правительства СССР принимал участие в освоении целинных и залежных земель Северного Казахстана.
В 1950 Мостопоезд N 444, который возглавлял Лев Карели, был передислоцирован в город Николаев, где под его руководством были построены уникальные мосты:
- стратегический Трихатский железнодорожный мост через реку Южный Буг (строительство начато в 1950, сдан в эксплуатацию в 1954)[1];
- Варваровский мост — разводной автомобильный мост через реку Южный Буг в Николаеве (строительство начато в 1957, сдан в эксплуатацию в 1964). По состоянию на 1964 год это был самый большой автодорожный мост в СССР;
- Ингульский мост — разводной автомобильный мост через реку Ингул в Николаеве (строительство начато в 1974, сдан в эксплуатацию в 1980). До 1996 года Ингульский мост был мостом с наибольшей разводной частью в Европе, сейчас он уступает менее 6 метров мосту в Роттердаме[2].

В общем, Лев Карели построил около 40 мостов различного класса. При строительстве Варваровского моста, за который Карели получил Ленинскую премию, было воплощено в практику немало кардинально новых технологий, в соответствием с которыми позже построили крупнейший на то время в Европе мост через Волгу в Саратове (Саратовский мост) и мост Метро в Киеве. При его непосредственном участии мостостроители отказались от смертельно опасного метода строительства мостовых опор — с помощью кессонных камер и перешли к более совершенному и безопасному для людей — камуфлетного (при помощи направленного взрыва) метода. Строительство Варваровского моста через реку Южный Буг было включено в список объектов показательного строительства Минтрансстроя СССР.

## Награды и признание
- Ленинская премия (1962) — за участие в разработке и внедрении передовых методов сооружения фундаментов глубокого заполнения
- Заслуженный строитель Украинской ССР
- Орден Трудового Красного Знамени и медали СССР
- Почетный гражданин Николаева

В 2016 году в честь Льва Карели была переименована бывшая улица Воровского в Николаеве.